# Клаусниц
Клаусниц (нем. Claußnitz) — община в Германии, в земле Саксония. Подчиняется административному округу Хемниц. Входит в состав района Средняя Саксония.  Население составляет 3359 человек (на 31 декабря 2010 года). Занимает площадь 21,12 км².
Коммуна подразделяется на 4 сельских округа.